# مودي آلون
مودي آلون (بالعبرية: מודי אלון) ، واسمه الحقيقي موردخاي آلون، من مواليد 17 يناير 1921م، وتوفي بتاريخ 16 أكتوبر 1948م.

## حياته
نشأ موردخاي في مدينة صفد الفلسطينية عندما كانت فلسطين تحت السيطرة البريطانية.

## القوات الجوية
انضم موردخاي إلى القوات الجوية الملكية البريطانية عام 1940م، وعين طياراً من قبل الجيش البريطاني في مدينة الإسماعيلية المصرية، وبين عام 1943 و1944م حلق موردخاي الطائرة من القاهرة إلى روما بغرض التدريب.

## حرب فلسطين
شارك آلون لطائرته لمحاولة اسقاط بعض الطائرات العسكرية المصرية في اليوم الثالث من شهر يونيو 1948م، وبالتحديد في مدينة تل أبيب، ولكن في اليوم السادس عشر من أغسطس عام 1948م، أنطلق طائرته العسكرية من قاعدة هرتزيلية بفلسطين المحتلة، وكان هدفه الهجوم على الطائرات العسكرية المصرية بغرض إسقاطها، إلا أن أحد الطائرات العسكرية المصرية نجحت في قتل الطيار مودي آلون.